# نظريات المجاعات
نظريات المجاعات كان التفسير التقليدي حتى عام 1951 لسبب المجاعات هو انخفاض توافر الغذاء بالنسبة للاحتياجات الغذائية للسكان. وكان الافتراض أن السبب الرئيسي لجميع المجاعات هو انخفاض توافر الغذاء بسبب انخفاض إنتاج الغذاء أو اضطراب توزيع الغذاء. لكن هذا لا يفسر سبب تأثر قسم معين فقط من السكان مثل العامل الزراعي بالمجاعات بينما عزل الآخرون عنها. من ناحية أخرى فإن التفاوتات في الثروة أو القدرة على الخروج من مناطق نقص الغذاء تفسر هذه الظواهر بشكل كافٍ.

## عدم صرف الاستحقاقات
اقترح أمارتيا سن في كتابه الفقر والمجاعات: مقال عن الاستحقاق والحرمان أن الآلية السببية للتعجيل بالمجاعة تتضمن العديد من المتغيرات بخلاف انخفاض توافر الغذاء مثل عدم قدرة العامل الزراعي على تبادل استحقاقه الأساسي، مثال: العمل من أجل الأرز، عندما أصبح عمله غير منتظم أو تم القضاء عليه تمامًا. كان السؤال هو لماذا حدثت المجاعات حتى في حالة وجود قانون المجاعة. والسبب هو أن الطعام لم يكن متاحًا للمشتريات الحكومية والتوزيع. وفقًا للنظرية المقترحة ترجع المجاعات إلى عدم قدرة الشخص على استبدال مستحقاته بدلاً من عدم توفر الطعام. تسمى هذه النظرية بفشل استحقاقات التبادل. وهي لا تفسر سبب ارتفاع معدلات وفيات المجاعة في البنغال على الرغم من وجود قانون المجاعة في 1943-1944.

## نقص الديمقراطية
يطرح أمارتيا سين النظرية القائلة بأن الافتقار إلى الديمقراطية والمجاعات مترابطان، يستشهد بمجاعة البنغال عام 1943، مشيرًا إلى أنها حدثت فقط بسبب نقص الديمقراطية في الهند تحت الحكم البريطاني. ومع ذلك كان للحكومة المنتخبة في البنغال سلطة على سياسة الغذاء. وهكذا حدثت المجاعة في ظل حكومة بنغالية منتخبة. يجادل سين كذلك بأن الوضع قد تفاقم بسبب تعليق الحكومة البريطانية لتجارة الأرز والحبوب بين مختلف المقاطعات الهندية. وحثت الحكومة البريطانية في المركز دول الفائض الغذائي مثل البنجاب لبيعها للولايات التي تعاني من نقص الغذاء مثل البنغال. منعت الحكومات المنتخبة في المقاطعات هذه التجارة حتى نهاية عام 1943. كانت إحدى المشاكل أن المزارعين البنجابيين أرادوا البيع بأسعار أعلى مدفوعة في البنغال.
مراجعة أوليفييه روبين للأدلة لا تتفق مع سين، بعد فحص حالات ما بعد الاستقلال في الهند والنيجر وملاوي، وجد أن «الديمقراطية ليست الدواء الشافي للمجاعة». يتساءل تحليل روبين عما إذا كانت الديمقراطية والصحافة الحرة كافيتين لتفادي المجاعة حقًا في عامي 1967 و 1972 (تسببت مجاعة ماهاراشترا في مقتل حوالي 130 ألف شخص)، ويلاحظ أن بعض ديناميات الديمقراطية الانتخابية تعقد جهود الإغاثة من المجاعة بدلاً من إحداثها. لم يتطرق روبين إلى مجاعات الفترة الاستعمارية.
من ناحية أخرى تؤكد دراسة أندرو بانيك التجويع والديمقراطية في الهند أطروحة سين، لكنها تشير إلى أنه في حين أن الديمقراطية كانت قادرة على منع المجاعات في الهند، إلا أنها لم تكن كافية لتجنب نقص التغذية الحاد والموت جوعاً، وهو ما يسميه بانيك «حالة طوارئ صامتة» في البلاد.
وفقًا لتقرير فيوزنت «المجاعات ليست ظاهرة طبيعية، إنها إخفاقات سياسية كارثية».